# Charles Grant Loomis
Charles Grant Loomis (* 21. Januar 1901 in Worcester, Massachusetts; † 22. März 1963 in Mendocino, Kalifornien) war ein US-amerikanischer Germanist und Folklorist. 

## Leben
C. Grant Loomis beendete 1923 sein Grundstudium am Hamilton College in Clinton (Oneida County, New York). Zwischen 1926 und 1928 studierte er altenglische Philologie an der Universität München, anschließend bis 1933 an der Harvard University, wo er auch mit der Dissertation The Legend of St. Edmund. Its Growth and Folklore promovierte. 1941 wurde er Ordinarius für Deutsch und deutsche Literatur des 16. bis 19. Jahrhunderts an der University of California, Berkeley.

## Veröffentlichungen (Auswahl)
- Dissertation de Diaeta Litteratorum or the Regimen of Scholars. [1673]. In: Bulletin of the History of Medicine. Band 11, 1942, S. 217–221.
- White magic. An introduction to the folklore of Christian legend. Mediaeval Academy of America, Cambridge, Mass. 1948, OCLC 728122.
- The German Theater in San Francisco. 1861–1864 (= University of California publications in modern philology. Band 36,8). University of California Press, Berkeley u. a. 1952, OCLC 5096783.